# Orito (Putumayo)
Orito es un municipio colombiano ubicado en el departamento del Putumayo. Conocido también bajo el seudónimo de Paraíso Amazónico y Capital Petrolera del Putumayo. Orito creció alrededor de los campamentos de explotación del petróleo en el piedemonte amazónico a partir de 1963. El crecimiento de la población fue acelerado debido a la elevada migración de personas del resto de Colombia atraídas por la explotación petrolífera. En la actualidad es el tercer municipio más poblado del departamento. En 1978 Orito fue declarado municipio.

## Historia
La zona actual que conforma el municipio de Orito ha sido habitada por los pueblos indígenas de los kofán, siona desde antes de la llegada de los españoles. El lugar que existe hoy en día fue fundado hasta alrededor de 1963 como consecuencia del área de producción de petróleo en el territorio recién descubierto en aquel entonces. El apogeo económico del petróleo junto con el interés de los habitantes circundantes de otros departamentos del interior del país aumentó considerablemente la tasa de desarrollo y natalidad en la población, un aspecto presente en la actualidad. Orito recibió el estatus de municipio en 1978 convirtiéndose así, en uno de los municipios cuya fundación ha sido reciente con poco más de 40 años.

## División Político-Administrativa
Además de su Cabecera municipal. Orito tiene bajo su jurisdicción los siguientes Centros poblados:
- Buenos Aires
- El Achiote
- El Líbano
- El Paraíso
- El Yarumo
- Lusitania
- Monserrate
- San Vicente de Luzón
- Siberia
- Simón Bolívar
- Tesalia

## Turismo
Orito responde al seudónimo de Paraíso Amazónico, puesto que cuenta con un gran número de atractivos turísticos bajo su jurisdicción, todos estos con un énfasis en la conservación y preservación del medio ambiente y sus ecosistemas. Sus tierras municipales están bañadas por cuatro majestuosos y cristalinos ríos: el río Orito, Caldero, San Juán y Guamuez. Su cabecera municipal cuenta con cerca de tres parques recreativos y de espacio familiar, también tres parques acuáticos y deportivos, y un centro deportivo departamental. A unos pocos kilómetros de distancia se encuentran atractivos ecoturísticos como: El río Orito, la piedra del Pijilí, santuario de plantas medicinales Orito Ingi Ande, la cascada Silvania, Centro Ecoturístico Mayju, balneario San Jerónimo, el Museo Costumbrista de Orito, el balneario natural sobre el río Orito y estadero Naranjito. 

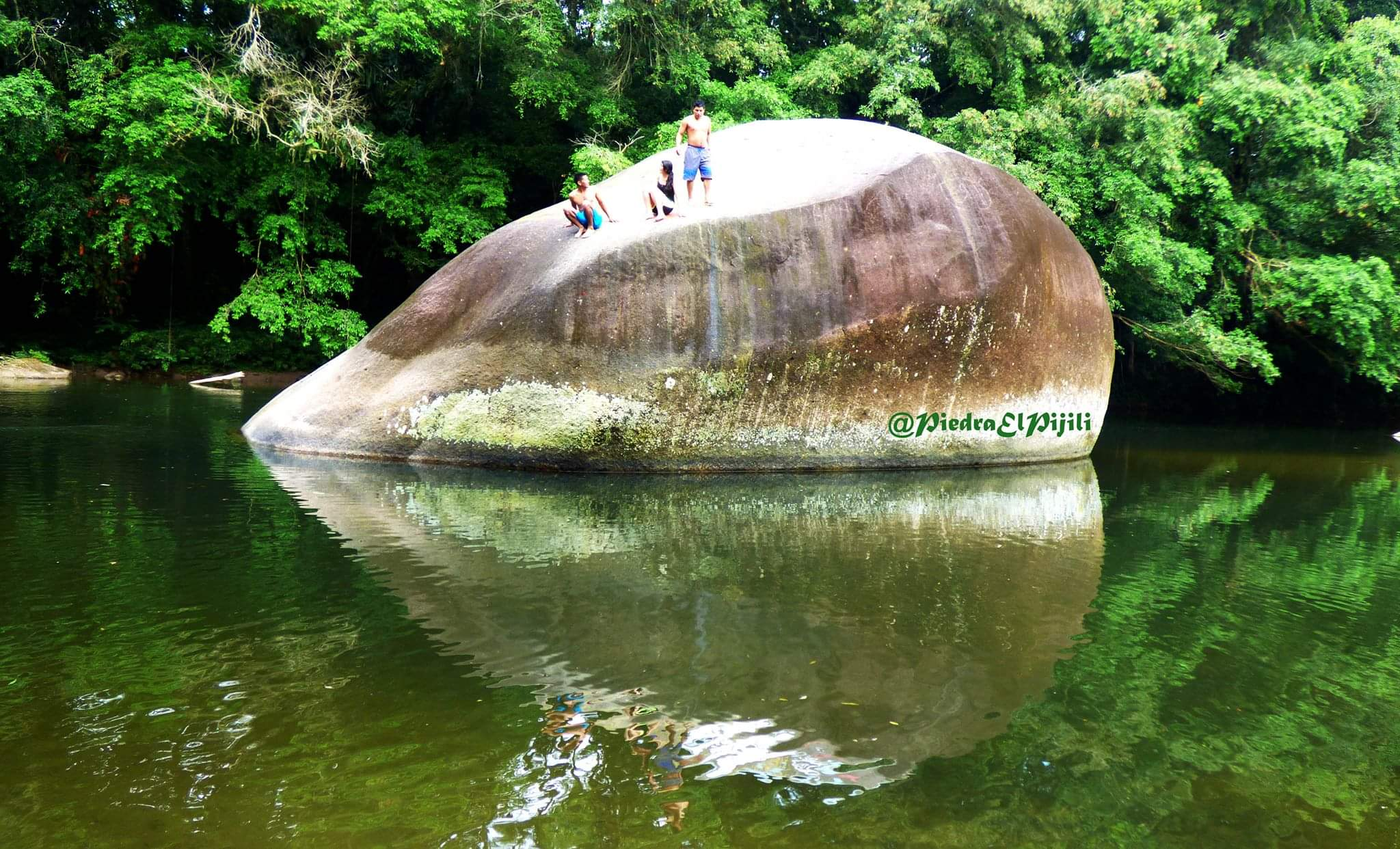
Bañistas en piedra del Pijilí.

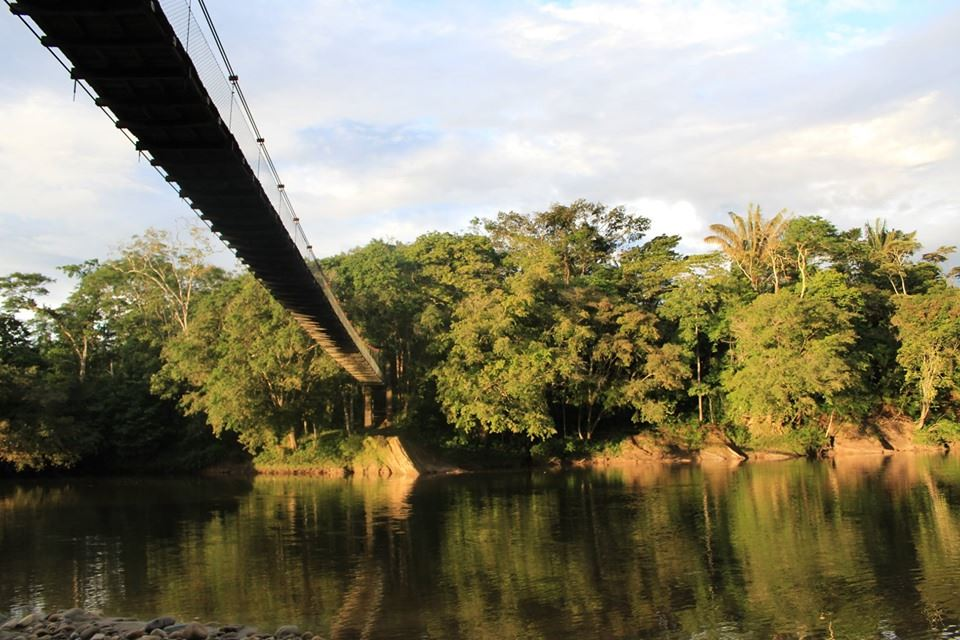
Estadero Naranjito.

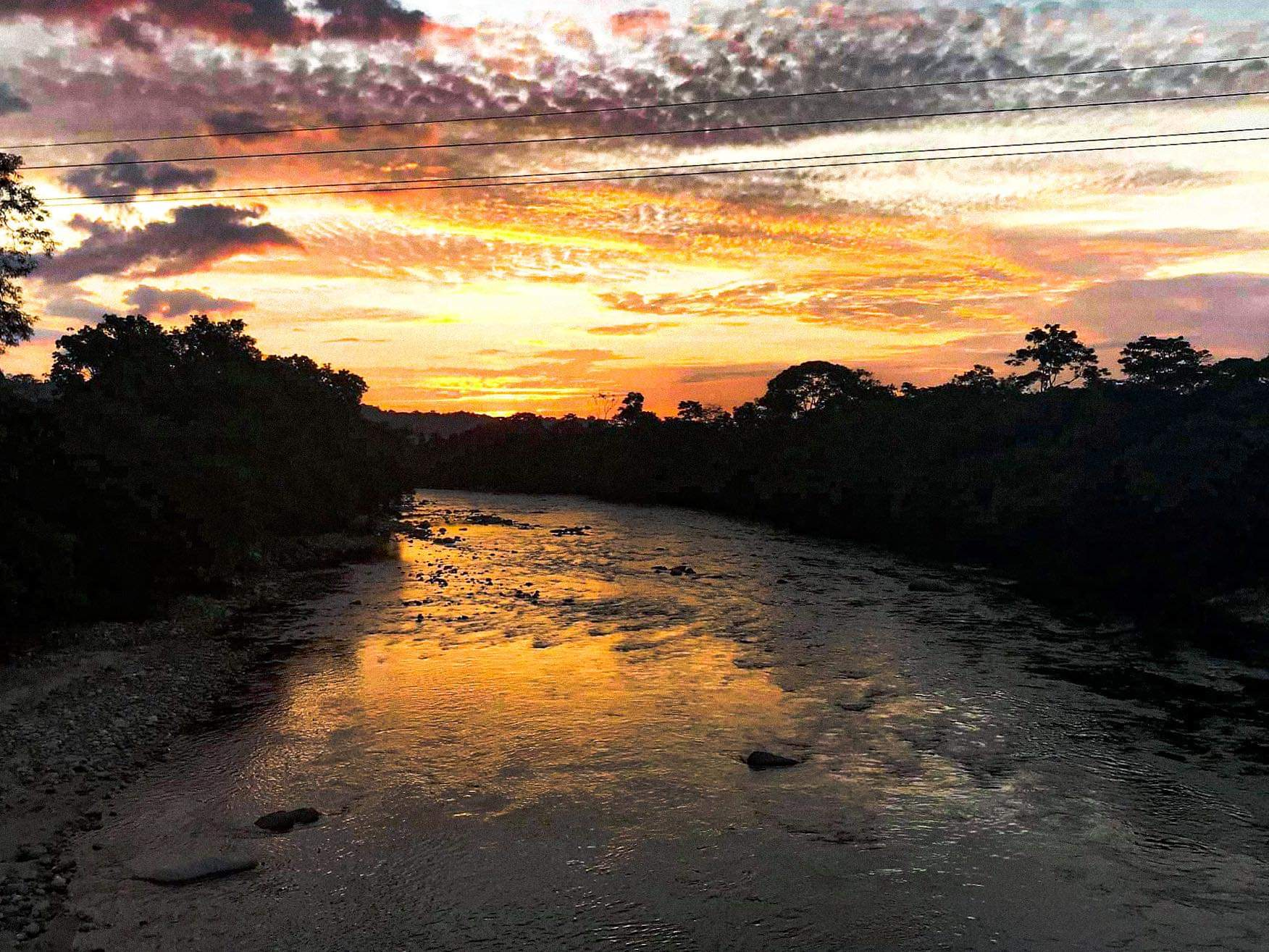
Atardecer en el río Orito.

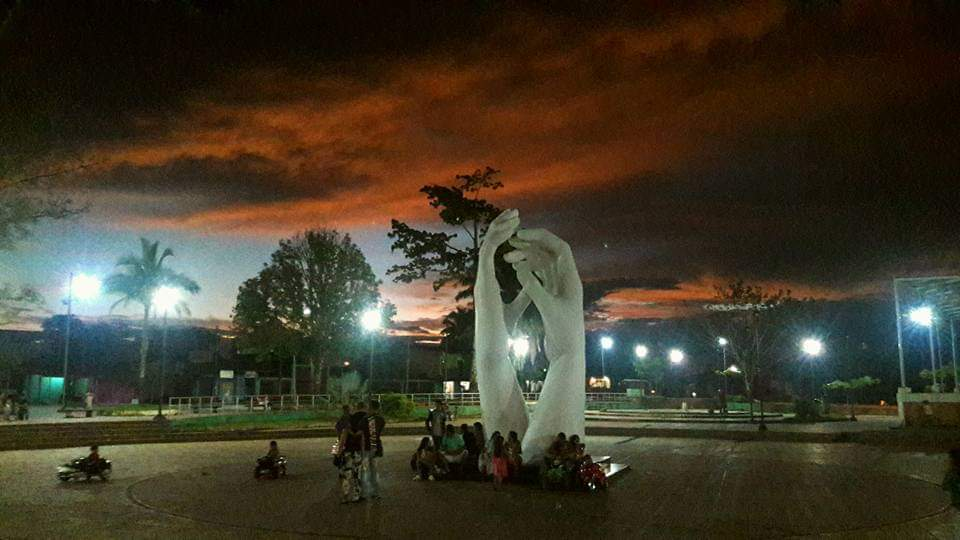
Parque de las manos en el centro de Orito.

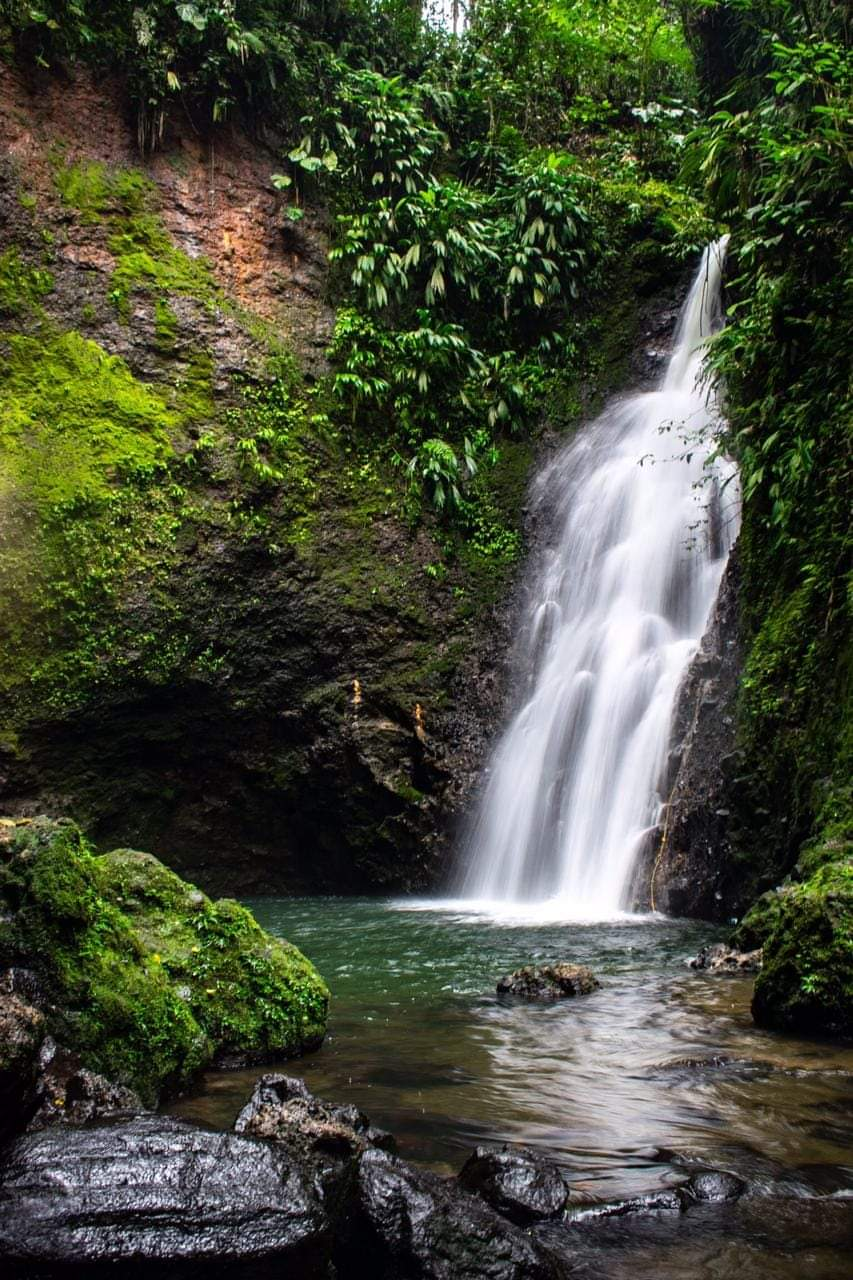
Cascada Silvania.

## Fiestas
El municipio tiene una presencia de diversas culturas y etnias entre ellos 11 pueblos indígenas, comunidades afro y campesinos, sin embargo ha prevalecido en una de sus festividades más importantes la influencia cultural nariñense por lo cual gran parte de sus celebraciones tienen connotación e influencia folclórica de estas. Sus festejos más célebres son: El carnaval de blancos y negros, carnaval del agua, cumpleaños y aniversario municipal, y el feriado campesino. 
Dentro del carnaval de blanco y negros se celebra el Reinado de los Pomarrosos una celebración humorística y satírica que gira en torno a la vanidad femenina, de origen popular en el departamento del Putumayo. En este evento, un grupo de hombres se disfraza de mujeres, exagerando características físicas como la voluptuosidad del cuerpo femenino y adoptando expresiones y movimientos sensuales.
Su propósito, además del entretenimiento, es servir como un medio terapéutico y de catarsis para liberar las presiones sociales cotidianas de la comunidad.
Su nombre proviene del árbol de pomorroso o pomarrosa “(Syzygium malaccense), una especie arbórea perteneciente a la familia de las mirtáceas. El olor del fruto es muy similar al de una rosa, tiene una textura acuosa y un sabor ligeramente dulce.”
Aunque esta especie es de origen asiático, nativa de Malasia, llegó al Putumayo hace unos 40 años, traída por personas vinculadas a la industria petrolera como una especie ornamental. En su época de floración, los pétalos de sus flores en forma de hilos color fucsia caen al suelo, creando bajo los árboles una especie de tapete muy atractivo.
Muy probablemente, su asociación con el papel bíblico que juega el fruto de la manzana y su similitud con el fruto del árbol de pomarrosa, sumado a la belleza del tapete color fucsia que se crea en la base del árbol, actuó como elemento simbólico para darle nombre a esta manifestación cultural popular en el departamento del Putumayo.

## Geografía
Orito es el tercer municipio más grande en extensión territorial y el tercero más densamente poblado sólo por detrás de Puerto Asís y la capital Mocoa. Está ubicado a unos 500 metros sobre el nivel del mar entre la vertiente oriental de la Cordillera de los Andes y la zona boscosa del río Putumayo. El municipio abarca gran parte de la región conocida como Piedemonte Amazónico, la cual es caracterizada por poseer un clima húmedo tropical propicio para la proliferación de especies amazónicas de fauna y flora. Al oeste de Orito, las últimas estribaciones de los Andes alcanzan unos 1000-2000 metros de altitud, estas formaciones montañosas son visibles desde el municipio. El casco urbano principal de Orito está ubicado sobre el Río que lleva su mismo nombre y tiene una temperatura promedio de 27 °C durante gran parte del año con precipitaciones lluviosas.
La capital Bogotá está a 500 km de distancia en línea recta, y la ciudad de Pasto en el vecino departamento de Nariño está cerca a los 100 km de distancia. 
Orito limita al norte con el municipio de Villa Garzón, al oeste con el departamento de Nariño, al este con el municipio de Puerto Caicedo y el municipio de Puerto Asís y al sur con el municipio de Valle del Guamuez.

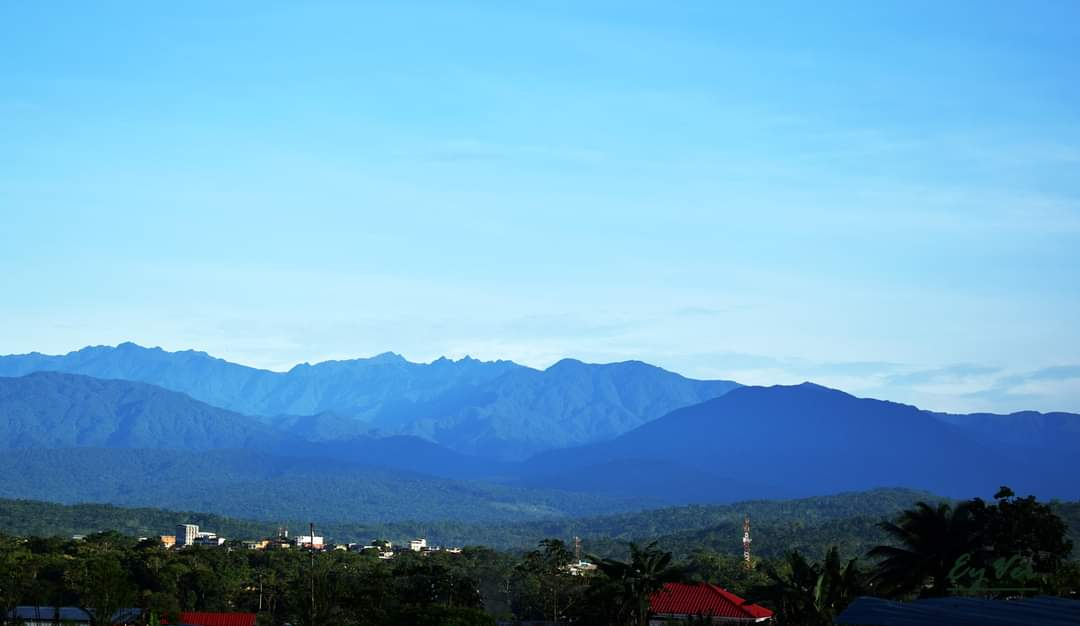
Vista parcial del municipio de Orito, al fondo, son observables las estribaciones montañosas de la cordillera de los Andes.

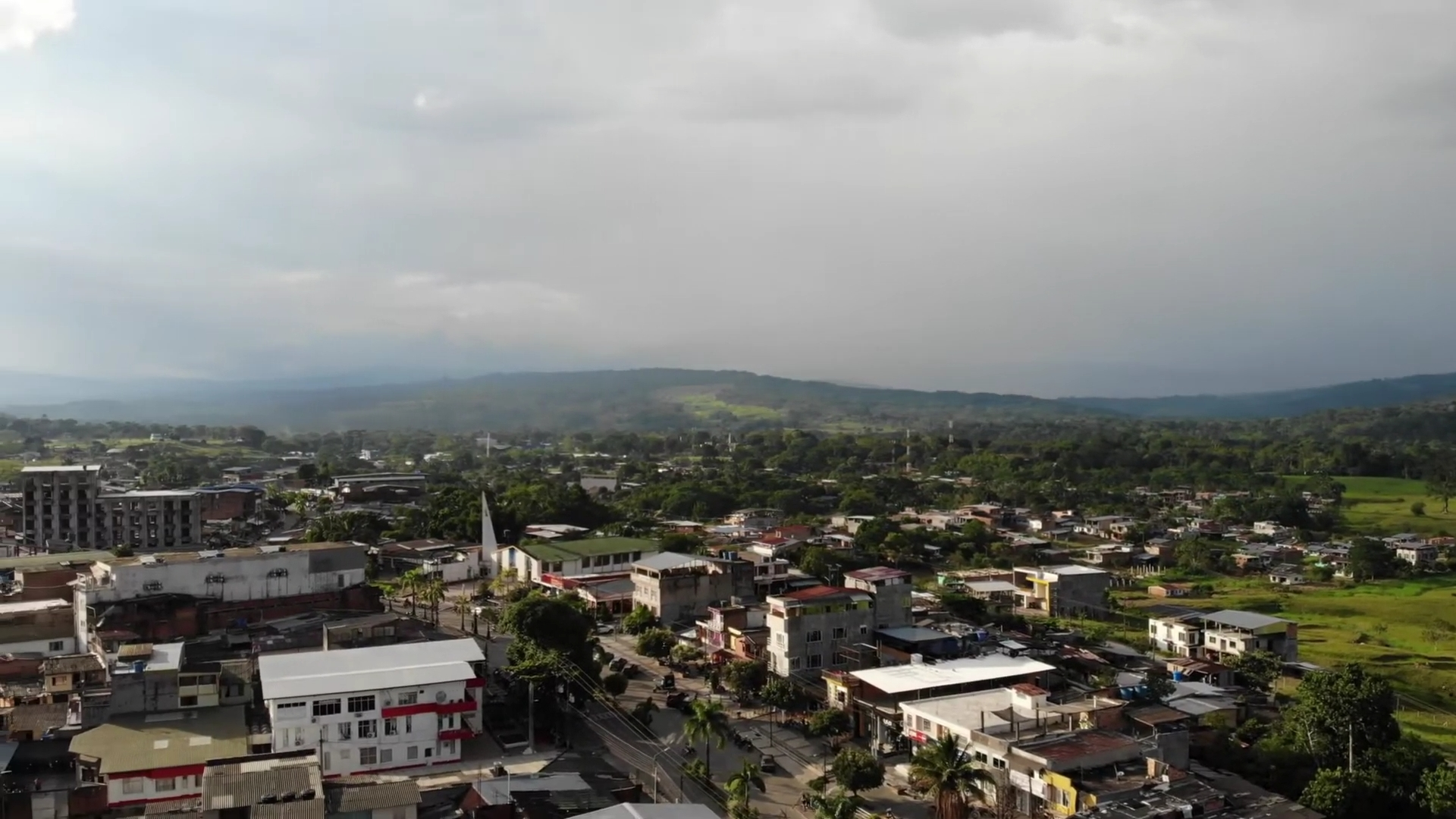
Centro urbano de Orito. Al fondo vista de la alcaldía municipal y el campanario de la iglesia Santísima Trinidad

## Grupos étnicos
Los grupos étnicossionas, Awá, Cofán, Inga, Quillacinga y Kamsá  han habitado la región desde tiempos precolombinos. Actualmente también están presentes comunidades embera y nasa.
Según las cifras presentadas por el DANE del censo 2005, la composición etnográfica de la ciudad es:
- blancos y Mestizos (59,7%)
- Indígenas (32,4%)
- Afrocolombianos (7,9%)

## Economía
La explotación del petróleo es la base de la economía del municipio, seguida de la agricultura del plátano, yuca, maíz, papa, pimienta y la caña de azúcar. Las maderas de los bosques del piedemonte amazónico son explotadas para la exportación.
Hay una ganadería incipiente orientada a la producción de leche y carne para el consumo local.
Inicialmente el parque principal estaba ubicado al frente del E.S.E. HOSPITAL ORITO pero en el transcurso del tiempo este centro se desplazó hacia arriba del mismo construyéndose aquí el nuevo parque central de las manos y renombrando el anterior como parque saludable.

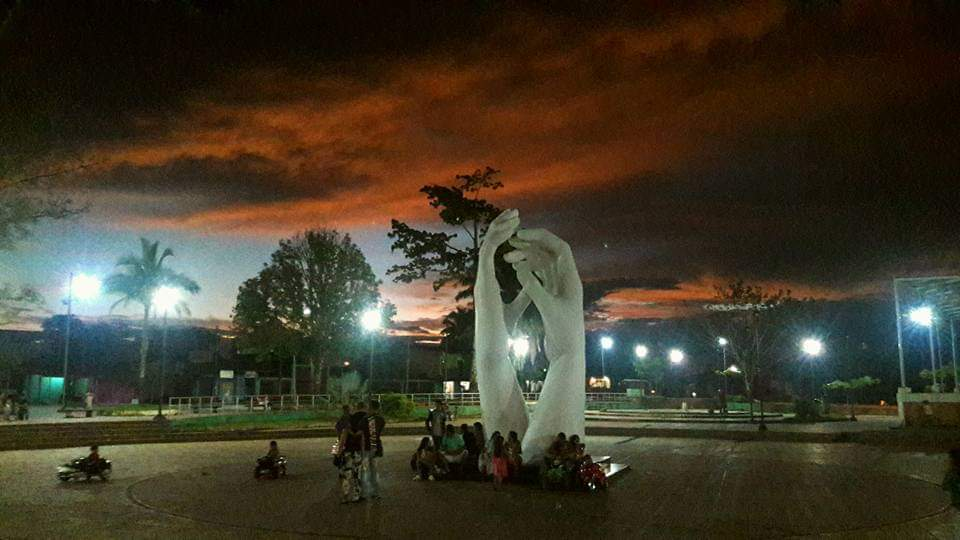
Parque de las manos en el centro de Orito

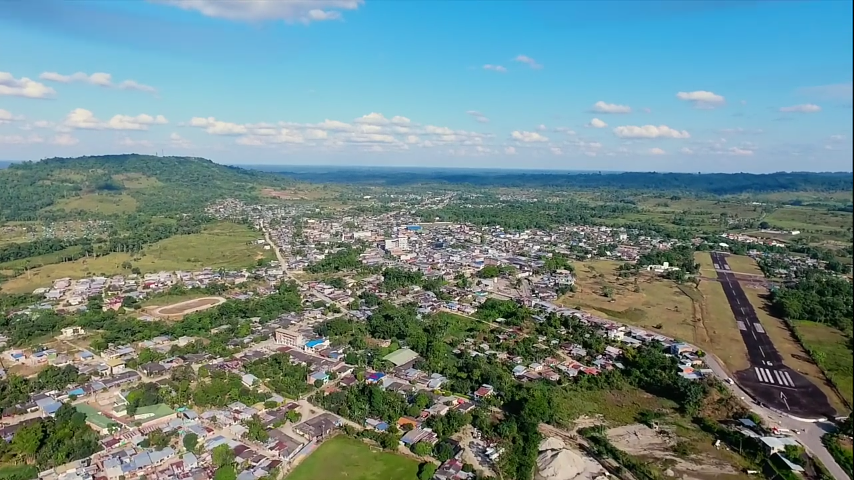
Vista aérea del centro urbano